# Ichikawamisato
Ichikawamisato (jap. 市川三郷町 Ichikawamisato-chō) – miasto w Japonii, na wyspie Honsiu, w prefekturze Yamanashi. Według danych na rok 2020 miejscowość zamieszkiwało 14 700 mieszkańców , a gęstość zaludnienia wyniosła 195,5 os./km².